# Baškortostán

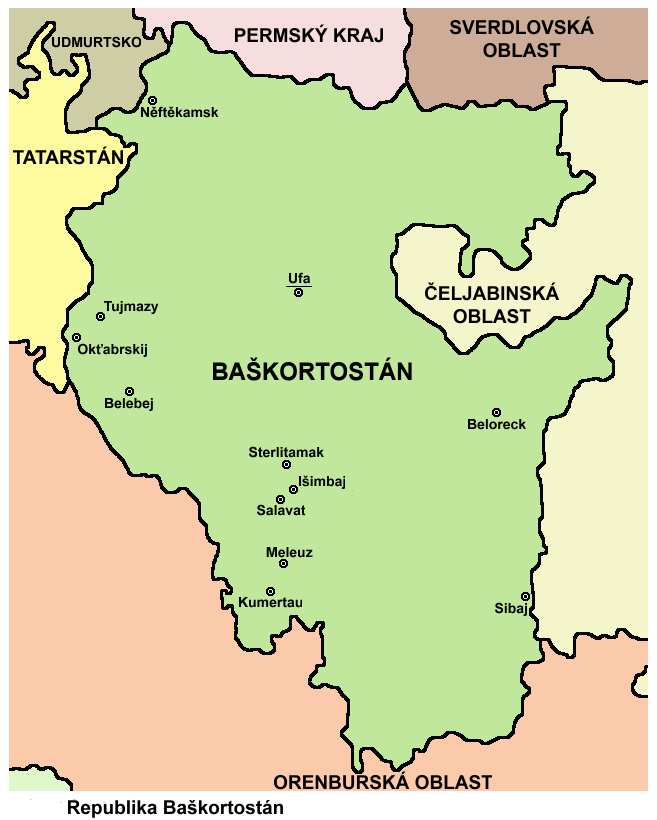
Mapa Baškortostánu

Baškortostán neboli Baškirie nebo Baškirsko je republika Ruské federace v Povolžském federálním okruhu, při jižním Uralu na pomezí evropské části země. Má rozlohu 143 600 km² (o něco větší než bývalé Československo) a žije v ní přibližně 4,04 milionu obyvatel, což ji dělá nejlidnatější republikou v Rusku. Hlavním městem je Ufa.

## Symboly

### Vlajka
Vlajka Baškortostánu je tvořena listem o poměru stran 2:3 se třemi vodorovnými pruhy – modrým, bílým a zeleným. Uprostřed vlajky se nachází zlatá stylizovaná kurajská květina se sedmi okvětními lístky uspořádanými do půlkruhu.

## Geografie
Baškortostán sousedí s republikami Tatarstán a Udmurtsko, dále pak s Permskou, Sverdlovskou, Čeljabinskou a Orenburskou oblastí. Západní část země představují zbrázděné pahorkatiny Bugulmsko-belebejské vrchoviny a výběžky plošiny Obščij Syrt o nadmořské výšce kolem 300–400 metrů, na východě republiky se od severu k jihu táhne jižní konec pohoří Ural s četnými souběžnými vedlejšími hřebeny. Ural dosahuje výšek 1000–1600 m, nejvyšší horou je zde Jamantau (1638 m) v severní části země. Východní hranice Baškortostánu probíhá až za pásmem Uralu, na jeho předhůří. Hlavním vodním tokem je řeka Belaja (1430 km) s přítoky Ďoma, Ufa a Bystryj Tanyp, která náleží k povodí Volhy. Na severovýchodě země pramení další velká řeka Ural, která však dál teče mimo baškirské území. Jih Baškortostánu odvodňuje Sakmara, která je přítokem Uralu. Podnebí je kontinentální s průměrnou teplotou v lednu −18 °C a v červenci 18 °C. Roční úhrn srážek se pohybuje od 300 do 600 mm. Délka vegetačního období je 120 až 135 dní.

## Obyvatelé
Majoritní národností v zemi jsou Rusové, žije jich v Baškortostánu 36,1 %. Následují Baškirové (29,5 %) a Tataři (25,4 %). Ostatní národnosti, jako např. Čuvaši, mají téměř zanedbatelné zastoupení. Ve školách se vyučují tři jazyky: ruština, tatarština a baškirština. Rusky umí 96% obyvatel, tatarsky 34%.

### Separatismus
Baškortostán je jedním z regionů, který se v 90. letech stal střediskem separatistických tendencí. Vladimir Putin sice silně posílil centralismus a druhou čečenskou válkou dal najevo všem národnostně odstředivým skupinám, že Moskva žádné štěpení teritoria nedovolí, nicméně uznání Abcházie a Jižní Osetie nacionalistické tendence oživilo i zde.
Místní organizace Kuk Bure, která bojuje za školní výuku v baškirštině, v této souvislosti obvinila Moskvu z používání „dvojího metru“.
Etnické nepokoje v oblasti proběhly na počátku roku 2024 v souvislosti s ruskou invazí na Ukrajinu, kdy obyvatelstvo projevilo mj. nespokojenost s diskriminační odvodovou praxí posílající do války nepoměrně větší množství občanů národnostních menšin. Nepokoje byly ruským režimem tvrdě potlačovány.

## Ekonomika
Země má velmi dobré zásoby surovin, hlavně ropy, která byla poprvé objevena u Išimbaje roku 1932. Na Baškortostán připadá 1/8 ruské těžby ropy a na jejím zpracování stojí velká část baškirského průmyslu (56 %). Průmysl, který po rozpadu SSSR prořídl, se soustředí hlavně v hlavním a největším městě země – Ufě.

## Doprava
Díky strategické poloze má Baškortostán poměrně dobrou silniční i železniční síť. Slouží hlavně jako tranzitní země ve směru Moskva – Ufa – Magnitogorsk – Astana. Země vyniká hustou sítí potrubní dopravy – ropovodů a plynovodů. V říční dopravě je nejvýznamnější řeka Belaja, jejíž dolní tok je součástí Nižněkamské přehrady a která se prostřednictvím Kamy vlévá do Volhy. V Ufě se nachází také letiště.

## Města
- Ufa (hlavní, 1 049 000 obyvatel)
- Sterlitamak (276 394)
- Salavat (157 000)
- Něftěkamsk (114 000)
- Bajmak
- Belebej
- Běloreck
- Birsk
- Blagověščensk
- Išimbaj
- Kumertau
- Okťabrskij

## Galerie

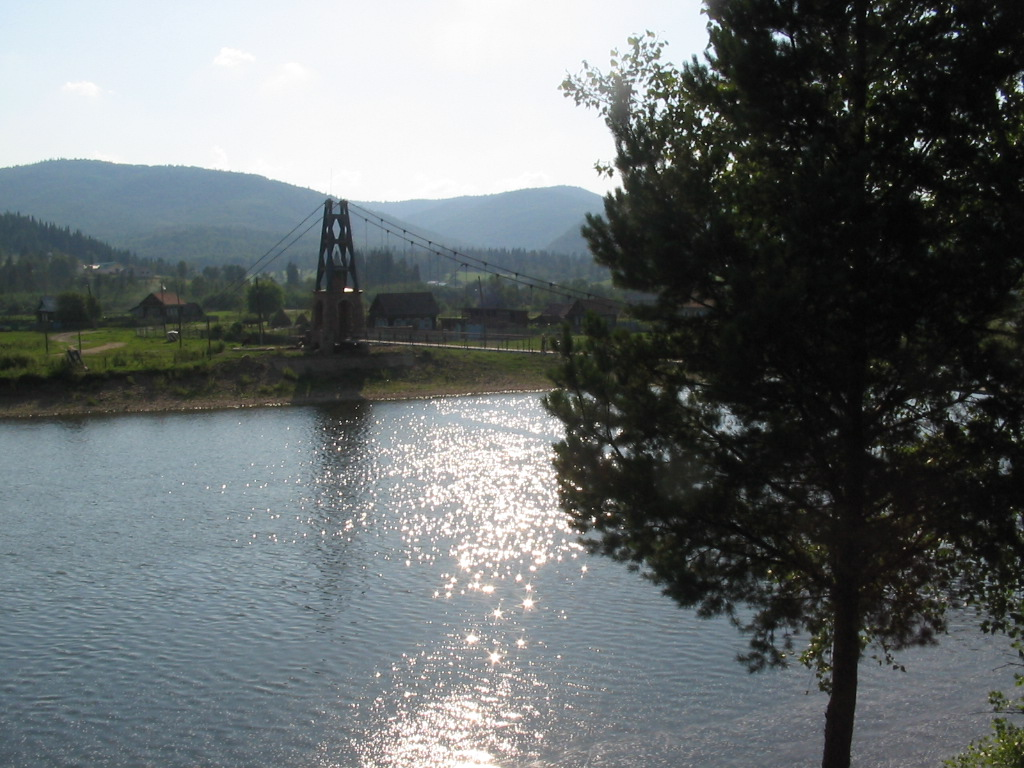
Řeka Inzer
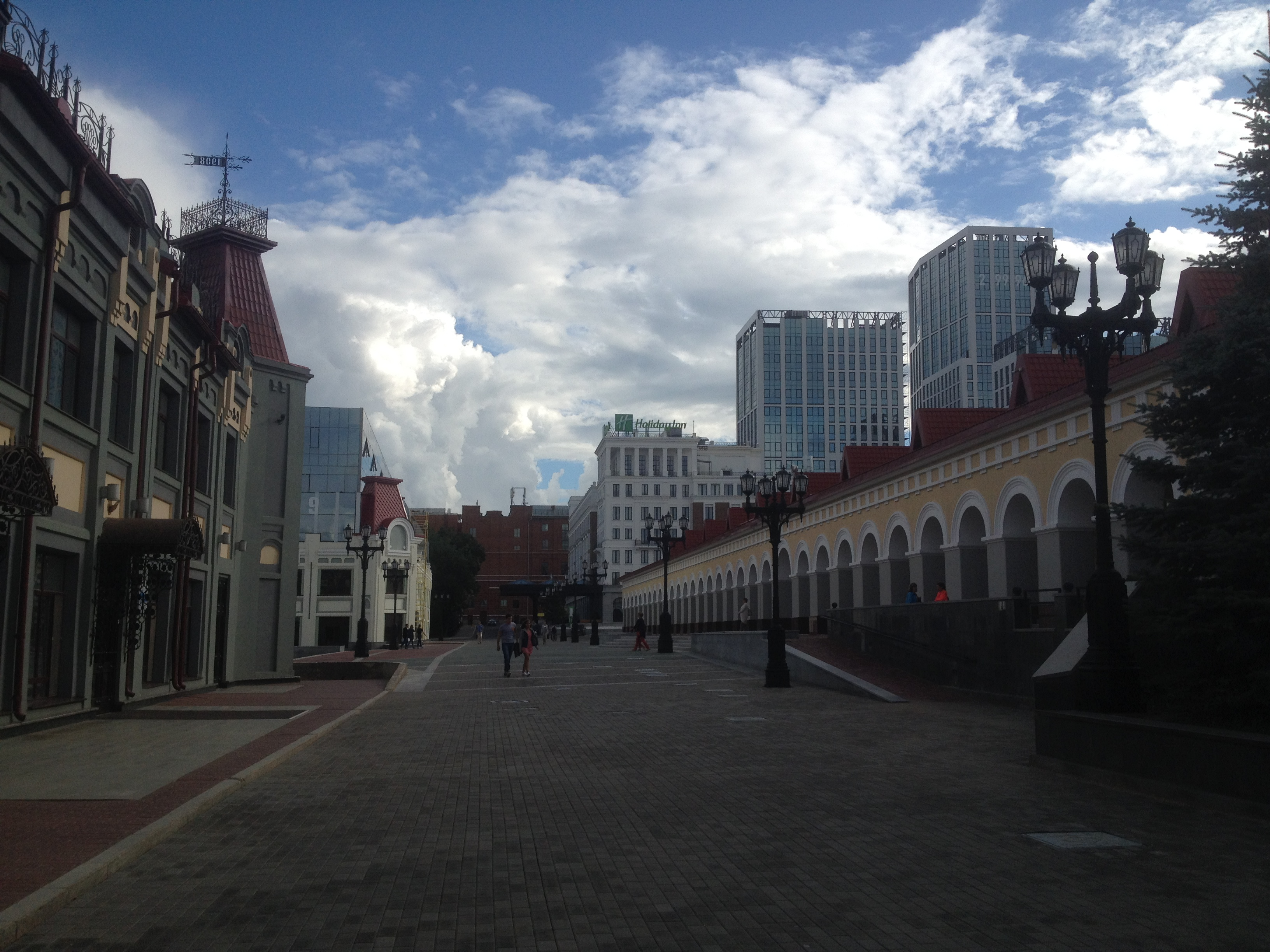
Centrum Ufy, hlavního města Baškortostánu
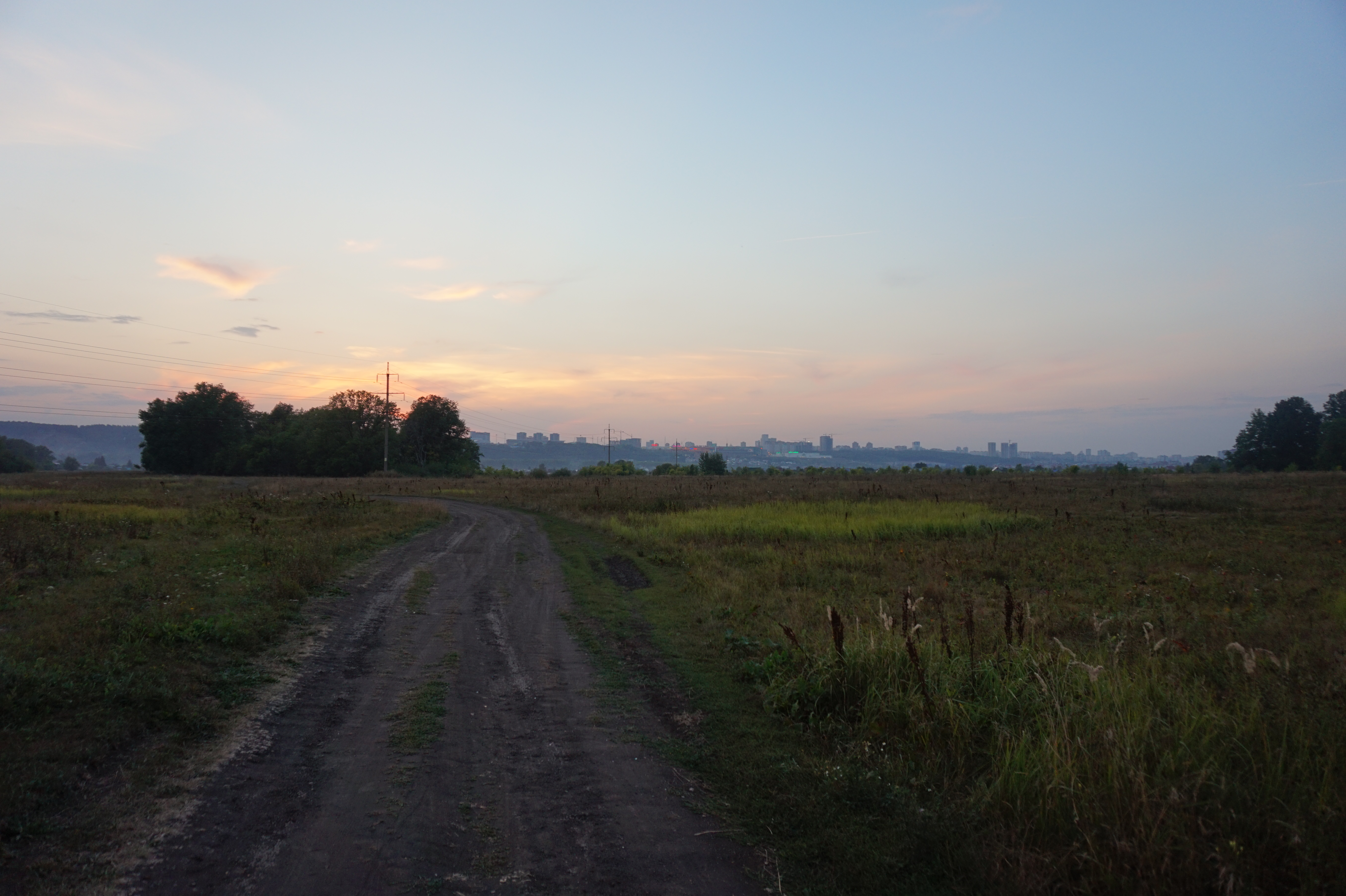
Panorama Ufy (hlavního města Baškortostánu) z vesnice Dudkino
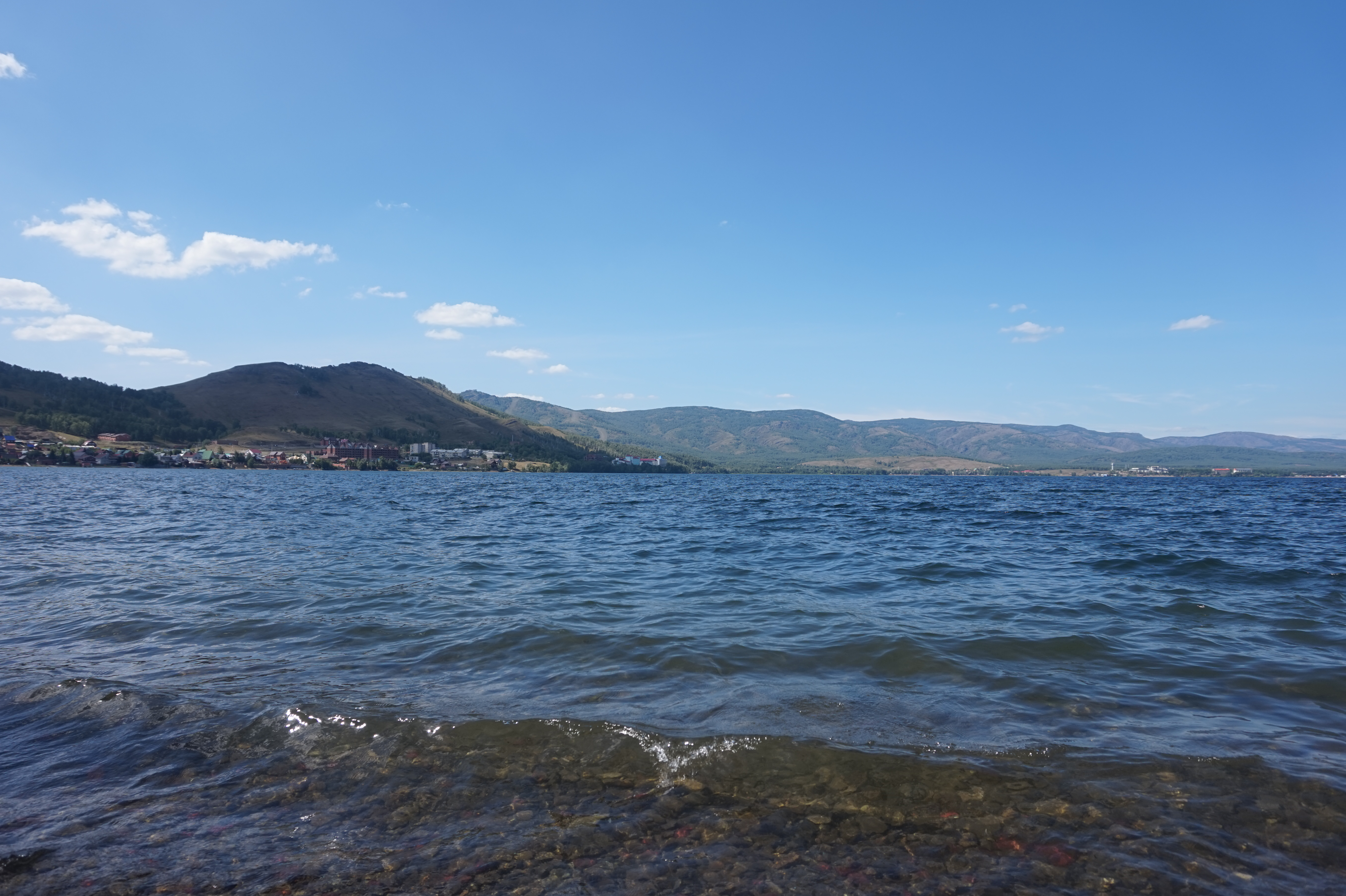
Jakty Kul – nejhlubší jezero Baškortostánu